# نورما ری
نورما ری (به انگلیسی: Norma Rae) فیلمی ۱۱۰ دقیقه‌ای به کارگردانی مارتین ریت با بازی سالی فیلد است.